# Sluten främre orundad vokal
En sluten främre orundad vokal är ett språkljud som förekommer i flera språk. Symbolen för ljudet i det Internationella fonetiska alfabetet är i, vilket också är symbolen i X-SAMPA.
Ljudet uttalas med tungan så nära gommen, och så långt fram i munnen, som det är möjligt utan att skapa en konsonantisk förträngning, medan läpparna är orundade.

## Förekomst
I svenska finns den här vokalen bland annat i orden 'is' och 'sil'.